# Gapette
Gapette ou gâpette [gɑpεt], casquette vélo, ou encore casquette de cycliste, sont des termes utilisés dans le jargon du cyclisme pour désigner le traditionnel couvre-chef des cyclistes.

## Origine du mot
La gapette (nom féminin) est une version en argot de « casquette ».
Le mot « gapette » s’écrit également « gâpette », avec un accent circonflexe sur le « a »,.
L’origine du mot « gapette » serait une altération de « capette » qui désigne « petite chape », une « chapette » mais aussi « petit capuchon ».
- Les premiers à avoir utilisé ce terme seraient les soldats parisiens de 1919[1].

## Particularités
1. La visière[6] plus courte qu’une casquette normale qui permet de toujours voir la route même en position inclinée sur un vélo de course par exemple en plus d’être protégé des intempéries.
2. Le fait d’être en tissu léger et fin — en général du coton ou du polyester — elle peut se porter avec ou sans casque de vélo.

## Histoire de la gapette
Vainqueur de la première course de vélos organisée au parc de Saint-Cloud, James Moore portait un petit chapeau-melon.
Les casquettes, telles que nous les connaissons, sont apparues sur la tête des cyclistes dans les années 1950, après avoir été créées en Lombardie, au sein de la famille Bregalanti, qui produit toujours la majorité des casquettes du Tour de France.

## Collectionneurs
Des passionnés font collection de cet accessoire mythique, comme le Hollandais Hans Kooijman qui en a plus de 2 000. Ou comme sur le blog de Vélo Vintage qui collectionne également les casques vintages.